# Mizuno Corporation
Mizuno Corporation (ミズノ株式会社, Mizuno Kabushiki-gaisha; TYO: 8022) es una empresa de equipamiento deportivo japonesa fundada en 1906 en Osaka, Japón, por Rihachi Mizuno.
En un principio, la tienda que regentaba Mizuno se dedicaba a importar y vender ropa de golf y baloncesto proveniente de Estados Unidos. Al ver que no le satisfacía la calidad de estos productos, llegó a un acuerdo con productores locales para fabricar ropa deportiva de alta calidad. De esta forma nació Mizuno, una corporación global que cubre varios deportes como son el judo, golf, tenis, béisbol, fútbol, baloncesto, voleibol, balonmano, esquí, ciclismo y atletismo.
Mizuno ha patrocinado a deportistas profesionales como Keisuke Honda, Zhang Jike, Roque Santa Cruz, Rivaldo, Patrick Kluivert, Andriy Shevchenko, Pablo Aimar, Hulk, Luke Donald, Alfonso Soriano, Lazar Marković, Thiago Motta, Robert Farah, Juan Sebastián Cabal, Ayrton Senna o Sergio Ramos.

## Historia
Mizuno es una empresa japonesa de ropa y calzado deportivo fundada en 1906 por Rihachi Mizuno. La empresa comenzó como una tienda de artículos deportivos y rápidamente se expandió a la fabricación de sus propios productos. En 1913, Mizuno lanzó su primer par de zapatillas de deporte y, desde entonces, ha sido una de las principales marcas de calzado deportivo a nivel mundial.
Antes y durante la Segunda Guerra Mundial, la empresa desarrolló y fabricó sus propios planeadores, y en 1941 su Type 301 "Soarer" estableció un récord japonés de la época con un tiempo de permanencia de 10 horas, 33 minutos y 30 segundos (altitud 3600 m) (véase también Makoto Shimamoto). También participó en el desarrollo de planeadores para uso militar, siendo un ejemplo representativo un conjunto de aviones de puntería.
En 1965, Mizuno firmó un acuerdo de licencia con SPEEDO, un fabricante británico con reputación internacional en trajes de baño, y ha desempeñado un papel no sólo en la fabricación y venta de los productos de su marca en Japón, sino también en el desarrollo de tecnología punta para todo el grupo de marcas SPEEDO. Sin embargo, en 2006, con motivo del centenario de la fundación de la empresa el 1 de abril, se tomó la decisión de unificar la marca de todos los productos bajo el nombre de MIZUNO. Sobre esta base, el 31 de mayo de 2007 se rescindió el contrato de licencia restante y, a partir de entonces, la empresa comenzó a fabricar y vender trajes de baño de su propia marca. El acuerdo de licencia se transfirió efectivamente a Mitsui (Mitsui firmó otro contrato con SPEEDO) y los productos se desarrollaron inmediatamente después de la expiración del contrato. Mitsui ha subcontratado a Goldwyn la fabricación de productos para su desarrollo en Japón.
El 17 de enero de 2011, se firmó un acuerdo de cooperación con la Universidad de Kansai para el siguiente año sobre la promoción de la educación, la investigación y la cultura, el desarrollo de los recursos humanos, la promoción del deporte y la contribución social. En virtud del acuerdo, los seis equipos deportivos de la universidad -béisbol, fútbol americano, fútbol, patinaje sobre hielo, hockey sobre hielo y atletismo- por el cual recibirían uniformes basados en el Kaiser (emperador en alemán), que es también el nombre unificado de los equipos de atletismo de la universidad.
Hoy en día, Mizuno es una de las marcas más respetadas y reconocidas en el mundo del deporte y se mantiene comprometida con ofrecer productos de alta calidad y rendimiento a sus clientes. La empresa sigue siendo líder en la industria del deporte y ha establecido una sólida reputación a lo largo de los años por su dedicación a la excelencia y la innovación.

## Posición competitiva

### Marcas
En 2023, la Reseña Anual del sistema de Madrid de la Organización Mundial de la Propiedad Intelectual (OMPI) clasificó a Mizuno Corporation como el octavo lugar mundial en número de solicitudes de marcas realizadas en el marco del Sistema de Madrid, con 79 solicitudes de marcas realizadas durante 2023.